# ابراهیم مختاری
ابراهیم مختاری (زاده ۱۳۲۶ بابل) نویسنده، کارگردان و مستندساز ایرانی است. او عضو هیئت مؤسس انجمن مستندسازان سینمای ایران است و در سال ۱۳۹۳ به عنوان رئیس هیئت مدیره خانه سینما انتخاب شد.

## زندگی‌نامه
ابراهیم مختاری در سی ام آبان ماه سال ۱۳۲۶ در بابل به دنیا آمد. مختاری در سال ۱۳۵۱ از مدرسه عالی تلویزیون و سینما فارغ‌التحصیل شد و در سال ۱۳۵۷ لیسانس خود را از دانشگاه پاریس هشت گرفت. او از سال ۱۳۵۱ کار خود را با نویسندگی و کارگردانی آغاز کرد و به فیلم‌سازی مستند و بعد داستانی روی آورد.
در سال ۱۳۷۲ نخستین فیلم سینمایی خود را به نام «زینت» ساخت که در بخش هفتهٔ منتقدان جشنوارهٔ کن سال ۱۹۹۴ به نمایش درآمد.

وی هم‌چنین در فیلم شطرنج باد و مجموعه‌های تلویزیونی دلیران تنگستان (قسمت دهم) و سمک عیار (قسمت هشتم) دستیار کارگردان بود.

## فیلم‌شناسی

### مستند
- چابک‌سوار (ات‌اغلان): ۱۶ میلی‌متری، رنگی، ۲۷ دقیقه، ۱۳۵۴
- سبزوار، ۱۶ میلی‌متری، رنگی، ۳۰ دقیقه، ۱۳۵۵
- خاویار: ۱۶ میلی‌متری، رنگی، ۳۰ دقیقه، ۱۳۵۸
- نان بلوچی: ۱۶ میلی‌متری، رنگی، ۳۰ دقیقه، ۱۳۵۹
- اجاره‌نشینی: ۱۶ میلی‌متری، سیاه و سفید، ۴۱ دقیقه، ۱۳۶۱
- یک سفر صیادی: ۱۶ میلی‌متری، رنگی، ۲۸ دقیقه، ۱۳۶۵
- زعفران: ۱۶ میلی‌متری، رنگی، ۴۰ دقیقه، ۱۳۶۹، به تهیه‌کنندگی مؤسسه فرهنگ و هنر رها فیلم
- ملا خدیجه و بچه‌ها: ۱۶ میلی‌متری، رنگی، ۲۶ دقیقه، ۱۳۷۵
- مکرمه، خاطرات و رؤیاها: ویدئو بتا کم، رنگی، ۴۸ دقیقه، ۱۳۷۸، به تهیه‌کنندگی ابراهیم مختاری
- زینت؛ یک روز به‌خصوص: ویدئو بتا کم، رنگی، ۵۳ دقیقه، ۱۳۷۹[۷]
- ذکرا و فرزاد، ویدیو اچ دی،رنگی،۴۰ دقیقه،۱۳۹۹

### داستانی کوتاه
- طوبی، ۱۶ میلی‌متری، سیاه و سفید، ۳۰ دقیقه، ۱۳۵۱[۷]

### بلند سینمایی
- زینت، ۳۵ میلی‌متری، رنگی، ۸۷ دقیقه ۱۳۷۲[۸]
- برگ جان، اچ دی،رنگی، ۸۳ دقیقه. ۱۳۹۵

## جوایز
- جایزه بهترین فیلم ۱۶ میلی متری در پنجمین جشنواره فیلم سپاس.۱۳۵۱ برای فیلم داستانی کوتاه «طوبا»
- دیپلم افتخار مطبوعات در جشنواره فیلم های دانشجویی سینه استود، آمستردام، هلند، ۱۹۷۳  برای فیلم داستانی کوتاه «طوبا»
- جایزه ویژه هیات داوران نخستین جشنواره کار و کارگر. تهران .۱۳۶۹.برای مستند«یک سفر صیادی»
- جایزه ویژه هیئت داوران در جشنواره منظره زمین (Earth Vision)، توکیو، ژاپن (۱۹۹۲)، برای مستند «زعفران»
- جایزه بزرگ جشنواره طبیعت و محیط زیست ساچیل (Sacil)، ایتالیا (۱۹۹۴)، برای مستند «زعفران»
- تقدیر  در هشتمین جشنواره سه قاره فریبورگ، سوئیس (۱۹۹۴)برای  مستند «زعفران»
- جایزه بهترین فیلم بلند در جشنواره بین المللی سنت ترز، کانادا، ۱۹۹۴. برای فیلم سینمایی «زینت»
- جایزه مردمی جشنواره جهانی تورنهاوت، بلژیک.۱۹۹۷.برای فیلم سینمایی «زینت»
- جایزه فیلم برگزیده کانون کارگردانان سینمای ایران، ۱۳۷۲.برای فیلم سینمایی «زینت»
- منتخب نخستین جشنواره به آوران،ایران،۱۳۷۲.  برای فیلم سینمایی «زینت»
- جایزه اول جشنواره هنری – ادبی روستا.ایران. ۱۳۷۳.برای فیلم سینمایی «زینت»
- جایزه بهترین فیلمنامه در نخستین جشنواره «سینما و زن»، مشهد، ۱۳۷۴.برای فیلم سینمایی «زینت»

- لوح تقدیر چهارمین جشنواره بین المللی فیلم سوره، اصفهان، اردیبهشت ۱۳۷۶. برای مستند «ملاخدیجه و بچه ها»
- جایزه بهترین فیلم حرفه‌ای مستند در کنکور ردپای زندگی، فرانسه (۱۹۹۹)، برای مستند «مکرمه، خاطرات و رؤیاها»
- جایزه طلایی کشورهای داو، زنگبار (ژوئیه ۲۰۰۰)، برای مستند «مکرمه، خاطرات و رؤیاها»
- دیپلم افتخار جشنواره بین‌المللی سانفرانسیسکو، آمریکا (مه ۲۰۰۰)، برای مستند «مکرمه، خاطرات و رؤیاها»
- تقدیر ویژه داوران بخش مسابقه بین‌المللی جشنواره سینما دو رئل، پاریس، مارس۲۰۰۰ برای مستند «زینت: یک روز به‌ویژه»
- برنده تندیس بهترین فیلم مستند در مراسم جشن صدسالگی سینمای ایران، شهریور ۱۳۷۹ برای مستند «زینت: یک روز به‌ویژه»
- جایزه پیر آلن دونیر از جشنواره بین‌المللی شمال-جنوب، ژنو، مارس ۲۰۰۱ برای مستند «زینت: یک روز به‌ویژه»
- تقدیر ویژه هیئت داوران جشنواره بین‌المللی شمال-جنوب، ژنو ،مارس ۲۰۰۱ برای مستند «زینت: یک روز به‌ویژه»
- جایزه ویژه هیئت داوران جشنواره بین‌المللی آکادمی فیلم جمهوری چک، می ۲۰۰۱ برای مستند «زینت: یک روز به‌ویژه»
- جایزه غزال زرین جشنواره بین المللی فیلم سبز (۱۳۹۶). برای فیلم سینمایی «برگ جان»
- جایزه اینالکو. (موسسه ملی تمدن و زبان های شرقی)،بیست و چهارمین دوره جشنواره فیلمهای آسیایی وزول، فرانسه. ۱۳۹۶.(۲۰۱۸)برای فیلم سینمایی «برگ جان»
- برنده بهترین فیلم “هفته هنرهای تلویزیونی و فیلم های گردشگری آسیا”، تای ژو، چین، ۱۳۹۷.(۲۰۱۸)برای فیلم سینمایی «برگ جان»